# Licurici
Licurici es una comuna ubicada en el distrito de Gorj, Rumania.

## Superficie
Cuenta con una superficie de 61,65 kilómetros cuadrados.

## Demografía
Hasta 2021 la población era de 1976 habitantes, con una densidad de población de 32,05 habitantes por kilómetro cuadrado.